# 辛普森岩

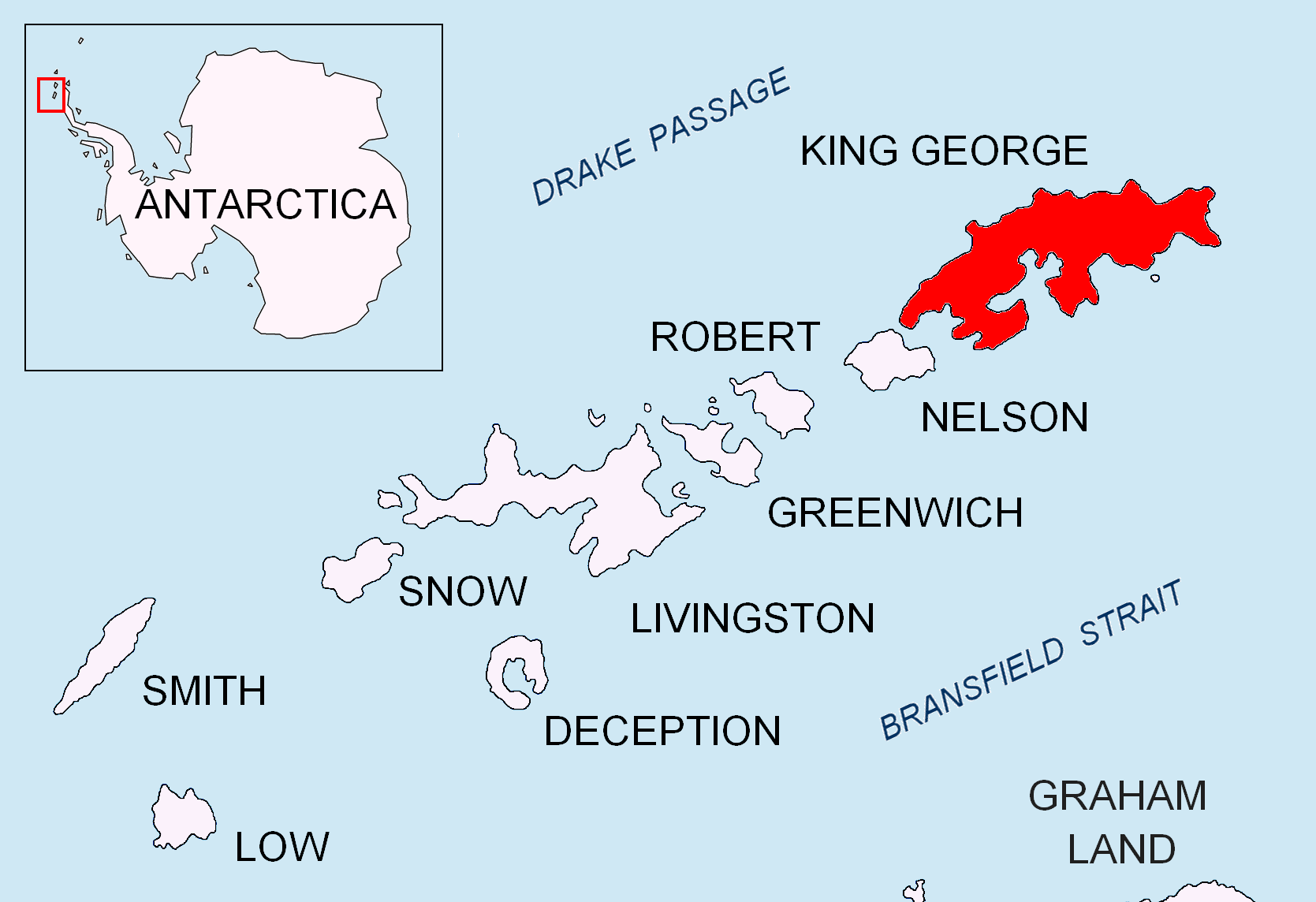

61°58′S 57°23′W / 61.967°S 57.383°W
辛普森岩（英語：Simpson Rocks），是南極洲的岩石，位於南設得蘭群島的喬治王島，處於梅爾維爾角東北面9公里，海拔高度10米，在1825年由英國捕海豹者繪入地圖，現時由南極條約體系管理。